# Apogon melas
Apogon melas är en fiskart som beskrevs av Bleeker, 1848. Apogon melas ingår i släktet Apogon och familjen Apogonidae. Inga underarter finns listade i Catalogue of Life.

## Bildgalleri

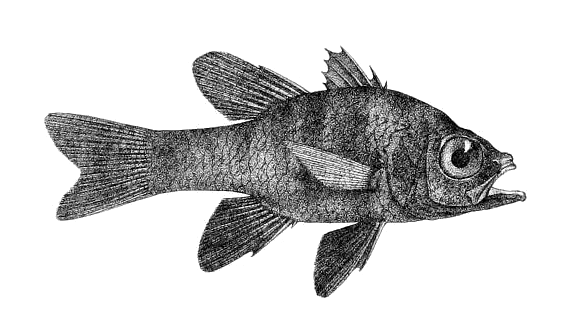